# Lista sfinților ortodocși

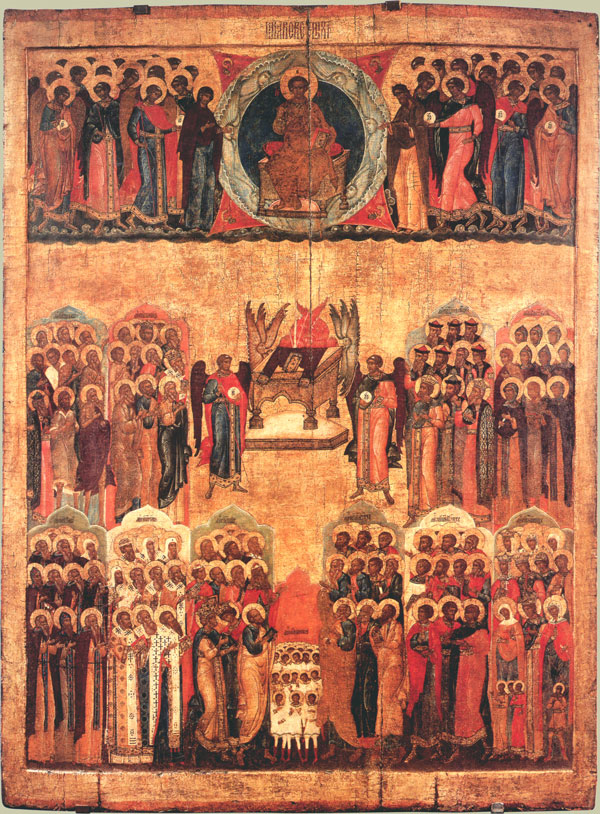
Icoana Tuturor Sfinților

Aceasta este o listă parțială a sfinților canonizați în Biserica Ortodoxă Răsăriteană.
În Biserica Ortodoxă sfinți sunt numiți cei care prin curățirea inimii și luminarea minții, au ajuns la îndumnezeire. Este o lucrare a Harului lui Dumnezeu prin împreuna-participarea omului la ea. Sfântul în contextul epocii sale a manifestat într-un fel chipul lui Dumnezeu în sine – el era o icoană, o creație originală, o făptură nouă în Hristos. Prin această definiție lui Adam și Eva, Moise, diverșilor profeți și arhangheli li se acordă titlul de „Sfânt”. Sfințenia în Biserica Ortodoxă nu reflectă neapărat un model moral, ci comuniunea cu Dumnezeu existând multe exemple de oameni care au trăit în păcat și au devenit sfinți prin smerenie și pocăință, precum Maria Egipteanca, Moise Etiopianul și Dismas, tâlharul pocăit care a fost răstignit cu Iisus Hristos. 
Credința ortodoxă consideră că Dumnezeu îi relevă pe sfinți prin împlinirea rugăciunilor adresate lor și prin facerea de minuni. Sfinții sunt de obicei recunoscuți de comunitatea locală, adesea de oameni care i-au cunoscut direct. Pe măsură ce popularitatea lor crește, ei sunt adesea recunoscuți de întreaga Biserică. Cuvântul canonizare înseamnă că un creștin a fost găsit vrednic de a-i fi trecut numele în canonul (lista oficială) a sfinților Bisericii. Canonizarea nu „face” sfinți ci recunoaște, public și vizibil tuturor, că omul deja este un sfânt, că a dobândit prin Har și împreună-lucrare cu Dumnezeu, ceea ce Dumnezeu este prin natură. În sfânt s-a împlinit chemarea lui Dumnezeu care „S-a făcut om, pentru ca omul să se facă dumnezeu” (Atanasie cel Mare). Procesul de canonizare implică deliberarea de către un sinod de episcopi.

## Listă
Unii sfinți enumerați pot face, de asemenea, parte dintr-un grup mai mare de sfinți enumerați (în special martiri, cum ar fi Sfânta Laura din Córdoba și Mucenicii din Córdoba ).
Cuprins: Început - 0–9 A B C D E F G H I J K L M N O P Q R S T U V W X Y Z

| Sfinți                      | Deces (an)       | Data sărbătoririi                                                | Note |
| --------------------------- | ---------------- | ---------------------------------------------------------------- | --- |
| 40 de Mucenici din Sevastia | 320              | 9 martie                                                         | Mucenici |
| 42 de mucenici din Amoreea  | 845              | 6 martie                                                         | Mucenici |
| Abel                        | c. 64–130 AM     | Duminica Sfinților Strămoși                                      | Drept, protomartir, primul om care a murit, ucis de fratele său Cain |
| Aaron                       | c. 1569 BC       | Duminica Sfinților Strămoși                                      | Profet, Mare preot, fratele mai mare a lui Moise |
| Adam                        | 930 AM           | Duminica Sfinților Strămoși/ Duminica Izgonirii lui Adam din Rai | Strămoș, cel întâi zidit, drept, proto-părinte |
| Andrei din Creta            | 712 / 726        | 4 iulie                                                          | arhiepiscop al Cretei, imnograf, cunoscut și ca Andrei Criteanul |
| David                       | c. 1000 BC       | Duminica Sfinților Strămoși                                      | Rege, profet |
| Dumitru Stăniloae           | 1993             | 4 octombrie                                                      | Sfântul Preot Mărturisitor Dumitru Stăniloae |
| Gherasim Iscu               | 1951             | 26 decembrie                                                     | Cuviosul Mucenic Gherasim de la Tismana |
| Iaropolk Iziaslavici        | 1087             | 5 decembrie                                                      | Cneaz, fiul cel mare al Sf. Vladimir |
| Iaroslav I cel Înțelept     | 1054             | 4 martie                                                         | Cel întocmai cu apostolii, cneaz al Kievului |
| Ioan Botezătorul            | 36               | 7 ianuarie / 24 iunie / 23 septembrie / 29 august                | Profet, Înaintemergător |
| Ioan Casian                 | 433              | 29 februarie                                                     | Părinte al bisericii, cuvios |
| Emilia din Cezareea         | 375              | 1 ianuarie                                                       | mama Sf. Vasile cel Mare,Sf. Macrina cea Tânără, Sf. Petru al Sevastiei, Sf. Grigorie de Nyssa și Sf. Naucratie, cunoscută de asemenea ca Sf. Emilia |
| Eva                         | Înainte de Potop | Duminica Sfinților Strămoși/ Duminica Izgonirii lui Adam din Rai | strămoașă, dreaptă, proto-părinte, prima femeie |
| Justin Popović              | 1979             | 1 iunie                                                          | Cuvios, stareț al Mănăstirii Ćelije, cunoscut ca Justin de la Ćelije |
| Macrina cea Tânără          | 379 / 380        | 19 iulie                                                         | cuvioasă, sora Sf. Vasile cel Mare, Sf. Petru al Sevastiei, Sf. Grigorie de Nyssa și Sf. Naucratie |
| Matrona din Moscova         | 1952             | 2 mai                                                            | Cuvioasă, tămăduitoare, făcătoare de minuni, cunoscută și ca Matrona Nikonova |
| Melchisedec                 | c. 1933–1800 BC  | 22 mai / Duminica Sfinților Strămoși                             | Mare preot, drept, rege |
| Miriam                      | c. 1500–1301 BC  | Duminica Sfinților Strămoși                                      | Profetă, dreaptă, sora profeților Moise și Aaron |
| Misail                      | 600–501 BC       | Duminica Sfinților Strămoși                                      | Unul dintrei cei Trei tineri, drept, cu numele păgân Meșac |
| Moise                       | 1569 BC          | 4 septembrie / Duminica Sfinților Strămoși                       | De Dumnezeu-văzătorul, profet, fratele lui Aaron și Miriam |
| Nikolaj Velimirović         | 1956             | 18 martie/3 mai                                                  | Cuvios, Episcop de Ohrida și Žiča |
| Petru al Sevastiei          | 391              | 9 ianuarie                                                       | Episcop al Sevastiei, fratele Sf.Vasile cel Mare, Sf. Macrina cea Tânără, Sf. Grigorie de Nyssa și Sf. Naucratie |
| Sofian Boghiu               | 2002             | 16 septembrie                                                    | Sfântul Cuvios Mărturisitor Sofian de la Antim |
| Teofan Mărturisitorul       | 810–819          | 12 martie                                                        | mărturisitor, cuvios |
| Teofan Zăvorâtul            | 1894             | 10 ianuarie                                                      | Părinte al bisericii, episcop de Tambov și Shatsk, zăvorât, foarte cunoscut pentru scrierile sale |
| Tihon din Zadonsk           | 1783             | 13 august                                                        | Episcop de Voronezh, făcător de minuni din Zadonsk |
| Vasile cel Mare             | 379              | 1 ianuarie                                                       | Mare ierarh, Părinte al bisericii, Părinte capadocian, episcop al Cezareei, teolog influent care a contribuit la formularea Crezului de la Niceea și a luptat împotriva arianismului și apolinarismului, fratele Sf. Petru al Sevastiei, Sf. Macrina cea Tânără, Sf. Grigorie de Nyssa și Sf. Naucratie |